# ککو
کُکو (به ژاپنی: 石/石高) یکای اندازه‌گیری گنجایش در ژاپن است که برابر ۱۰ شکوی مکعب است. در دستگاه بین‌المللی یکاها اندازه ۳٫۵۹۳۷ ککو برابر یک متر مکعب است. در ژاپن از ککو معمولاً در کارگاه‌های الوار چوب استفاده می‌شد.

## دوره ادو
ککو واحد اندازه‌گیری گنجایش می‌باشد که معادل تقریباً ۱۸۰ لیتر است. در تئوری، یک ککو برنج (حدود ۱۵۰ کیلوگرم) باید به اندازه ای باشد که برای تغذیه ۱ مرد برای یک سال کافی باشد. هنگامی که تیول و زمین‌ها توزیع شد، ثروت و دارایی آن را اغلب در مقدار برنج (و یا کالا ی معادل آن) می‌سنجید که مقامات می‌توانستند به این شکل مالیات را اخذ نمایند. این مقدار ارزشیابی شده را ککوداکا می‌نامند. ککوداکا درواقع به طور غیرمستقیم تعیین‌کننده تعداد افرادی را که یک ارباب می‌توانست برای کشاورزی و کار در اختیار داشته باشد بود.
در دوره ادو، حق‌الزحمه سامورایی تحت عنوان ککو پرداخت شده بود، و واحد پول دیگری که بر اساس طلا تعیین می‌شد ریو (سکه طلا) بود که ارزش آن تقریباً معادل ارزش یک ککو بود.
حق‌الزحمه یک سال سامورایی‌های مقیم در ادو، از محل انبار غذا در آساکوسا، در سه نوبت پرداخت می‌شد. یک چهارم از دستمزد سالانه در فصل بهار، یک چهارم در فصل تابستان، نیمه باقی مانده نیز در زمستان پرداخت می‌شد. هر چند قرار بود دستمزد سامورایی‌ها به صورت برنج و تحت واحد اندازه‌گیری ککو پرداخت شود، اما اغلب به صورت مخلوطی از برنج و سکه طلا پرداخت شده بود. این دریافت حقوق و دستمزد اغلب تحت واحد اندازه‌گیری هیو یا «بوشل» برنج بوده‌است. یکی هیو تقریباً دو نیم برابر ککو بود.
به‌طور معمول ظرفیت حمل بار کشتی‌ها نیز بر اساس واحد ککو اندازه‌گیری می‌شد. این واحد اندازه‌گیری تقریباً تنها یک دهم واحد اندازه‌گیری ظرفیت کشتی‌های امروزی، یعنی تن، می‌باشد؛ بنابراین، یک کشتی با ظرفیت ۱۵۰۰ ککو تقریباً ۱۵۰ تن ظرفیت داشته‌است. به‌عنوان مثال کشتی‌های باری نانیوا مارو که بین اوساکا و ادو تبادل کالا انجام می‌دادند معمولاً ظرفیتی معادل ۱۵۰۰ ککو داشتند.
شوگون‌سالاری توکوگاوا برنج را به عنوان واحد پول خود ککو برگزید. ارزش اقتصادی تمام زمین‌های سراسر کشور، شامل شالیزارها، مزارع و مناطق مسکونی، بر اساس تعداد ککو برنجی که می‌توانست از آن استخراج شود، تخمین زده می‌شد و مالیات برنج بر اساس آن جمع‌آوری می‌شد و منبع درآمدی برای شوگون‌سالاری و حوزه‌های مختلف فئودالی فراهم می‌کرد. گفته می‌شود کل محصول برنج در ژاپن ۳۰ میلیون ککو بوده است، اما  برداشت واقعی برنج احتمالاً حدود ۲۴ میلیون ککو یا ۳.۶ میلیون تن بوده است. در آن زمان، یک ککو برنج به قیمت یک ریو (سکه طلا) فروخته می‌شد، بنابراین اگر یک ریو را به ارزش پولی فعلی تقریباً ۱۳۰،۰۰۰ ین تبدیل شود، ارزش کل تولید برنج ۳ تریلیون ین خواهد بود. اگر فرض کنیم که مالیات سالانه ۴۰٪ از آن مبلغ بوده است، درآمد شوگون‌سالاری و حوزه‌های مختلف فئودالی ۱.۲ تریلیون ین می‌شد. نظام سیاسی مبتنی بر بنیان اقتصادی برداشت برنج، که با نظام تخصیص زمین در دوره نارا آغاز شد، به مدت ۱۳۰۰ سال تا زمان اصلاحات میجی ادامه یافت.